# Remigia diffluens
Remigia diffluens là một loài bướm đêm trong họ Erebidae.